# Rotundrela
Rotundrela là một chi nhện trong họ Zodariidae.

## Các loài
Các loài trong chi này gồm:
- Rotundrela orbiculata Jocqué, 1999
- Rotundrela rotunda Jocqué, 1999 *